# Reinhold Oberlercher
Reinhold Oberlercher (* 17. Juni 1943 in Dresden) ist ein deutscher Autor. Er war Aktivist des Sozialistischen Deutschen Studentenbundes (SDS) und später rechtsextremer Vordenker, der sich als „Nationalmarxist“ versteht. Mit seinen diversen Reichskonzeptionen, u. a. von 1999, wurde er zu einem frühen Impulsgeber der Reichsbürgerbewegung.

## Leben
Laut eigenen Angaben besuchte Oberlercher von 1949 bis 1957 verschiedene Grundschulen in Sachsen und Thüringen. Im Jahre 1958 übersiedelte er nach Hamburg, wo er bis 1960 ein Gymnasium besuchte. Er brach die Schule ab und holte das Abitur 1965 nach.
Von 1965 bis 1971 studierte er an der Universität Hamburg zunächst Psychologie, später Soziologie und zuletzt Pädagogik und Philosophie. In dieser Zeit war er aktives Mitglied im Sozialistischen Deutschen Studentenbund (SDS). Der Spiegel nannte ihn „Hamburgs Dutschke“, als es ihm gemeinsam mit Kommilitonen gelungen war, den Hamburger Pädagogik-Professor Hans Wenke aus dem Hörsaal zu vertreiben, dem seine Nähe zum NS-Regime vorgeworfen wurde.
Von 1969 bis 1975 leitete er einen Arbeitskreis zur Formalisierung des Kapitals von Karl Marx. Er beendete sein Studium im Frühjahr 1971 mit der Abhandlung Zur Didaktik der politischen Ökonomie. Oberlercher war von 1971 bis 1975 Herausgeber der Zeitschrift Theorie und Klasse. Blätter für wissenschaftliche Kritik.
Ab April 1973 erhielt Oberlercher ein Doktorandenstipendium. 1975 wurde er mit einer Arbeit über Theorien über die Arbeitskraft in der neueren Geschichte des pädagogischen und philosophischen Denkens zum Dr. phil. promoviert. In den folgenden Jahren arbeitete er unter anderem kurzzeitig als Lehrbeauftragter an der Universität Hamburg und schrieb zunehmend Artikel zunächst in verschiedenen rechtskonservativen und schließlich in eindeutig rechtsextremen Publikationen.
Ab Ende der 1980er Jahre war er in rechtsextremen Kreisen aktiv. Unter der Mitarbeit von Horst Mahler und Uwe Meenen leitete Oberlercher ab 1994 das Deutsche Kolleg, einen neonazistischen Thinkthank, wo er gemeinsam mit Mahler die „Reichsbürgerbewegung“ konzipierte. Als Theoretiker der Wortergreifungsstrategie war er ein wesentlicher Einflussgeber extrem rechter Strategien in Deutschland.
Horst Mahler und Reinhold Oberlercher veröffentlichten zusammen mit ihrem Renegaten-Kollegen Günter Maschke am 24. Dezember 1998 auf der Website des Deutschen Kollegs und in der rechtsextremen Zeitschrift Staatsbriefe 1/1999 eine Kanonische Erklärung zur Bewegung von 1968, in der sie der 68er-Bewegung eine nationalrevolutionäre Deutung geben. Sie behaupteten, dass die 68er-Bewegung weder für Kommunismus noch für Kapitalismus, weder für drittweltliche oder östliche noch für westliche Konzepte und Machtinteressen eingetreten sei, sondern „allein für das Recht eines jeden Volkes auf nationalrevolutionäre und sozialrevolutionäre Selbstbefreiung“.
2004 wurden Mahler, Meenen und Oberlercher gemeinsam in Berlin angeklagt, zu Gewalt und Willkürmaßnahmen gegen Minderheiten aufgerufen zu haben. Doch bereits nach dem ersten Prozesstermin kam es aus strategischen wie auch aus prozessualen Gründen zur Aufspaltung. Meenen, damals noch in Würzburg, und Oberlercher, wie seit jeher in Hamburg, wollten nicht für jeden Prozesstermin extra nach Berlin anreisen, wo doch Horst Mahlers Strategie unter anderem darin bestand, als Angeklagter so lange wie möglich den Prozess in die Länge zu ziehen und endlose Vorlesungen mit antisemitischen Zitaten von Martin Luther bis Karl Marx abzuhalten.
Zu Oberlerchers Werken zählen Die moderne Gesellschaft. Ein System der Sozialwissenschaften (Bern 1987) und Lehre vom Gemeinwesen (Berlin 1994; tschechische Übersetzung Prag 2000), worin er sich offen gegen Aufklärung, Rationalismus, Demokratie und Menschenrechte positioniert. Er beschäftigt sich mit der Dialektik der Gemeinschaft und Gesellschaft. In der Ausgabe 1 von 1993 der rechtsextremen Zeitschrift Staatsbriefe wurde ein von Oberlercher verfasstes Hundert-Tage-Programm der nationalen Notstandsregierung publiziert, in dem konkrete Schritte des „nationalen Lagers“ für den Fall einer Machtergreifung vorgeschlagen wurden (S. 7–10). Folgende Punkte wurden unter anderem aufgelistet: Einstellungsverbot für ausländische und volksfremde Arbeitskräfte, die standrechtliche Erschießung von Rauschgiftbesitzern, Verbot der Ideologie der Menschlichkeit, Verbot des Pazifismus und die Wiedereinsetzung des Deutschen Reiches.
Oberlerchers Unterscheidung zwischen „mittelhafter Kapitalauffassung“, die für ihn „technisch-geschichtlich und seßhaft-herstellend“ bzw. „deutsch-germanisch“ ist, und „gegenständlicher Kapitalauffassung“, die er als „außergeschichtlich und extraktiv-nomadisch“ bzw. „amerikanisch-jüdisch“ charakterisiert, bewertet Fabian Virchow als Reproduktion der klassisch antisemitischen Differenzierung zwischen „schaffendem“ und „raffendem Kapital“.
Oberlercher gilt als der „Erfinder“ der „Wortergreifungsstrategie“, mit der Nationalisten überall, als Vorspiel einer künftigen „Machtergreifungsstrategie“ und analog zur „Verunsicherungsstrategie“ der 68er-Bewegung, in der Öffentlichkeit Themen markieren und provokant besetzen sollen.

## Strafverfahren
2004 stand Oberlercher mit Horst Mahler und Uwe Meenen wegen des Vorwurfs der Volksverhetzung vor Gericht. Horst Mahler hatte unter anderem vor Gericht vorgetragen, dass die Angeklagten das Gericht nicht akzeptierten, weil es keine Gerichtshoheit über sie als „Reichsbürger“ hätte, denn die Bundesrepublik Deutschland sei als Völkerrechtssubjekt nicht existent. Das von Oberlercher und Meenen geführte Deutsche Kolleg wurde im Verfassungsschutzbericht des Bundeslandes Hamburg für 2006 zu den „bekanntesten Vertretern des Deutschen Reichsgedankens“ gezählt. Oberlercher wird 2012 in einer Veröffentlichung des Verfassungsschutzes über „Rechtsextremisten, ‚Reichsbürger‘ und ‚Reichsregierungen‘“ unter dem Titel Wie Rechtsextremisten versuchen aus der Erde eine Scheibe zu machen gesondert aufgeführt. Demzufolge steht er für die Anbindung der „Reichsregierungen“ an das „rechtsextremistische Milieu“. Die Landeszentrale für politische Bildung Brandenburg führt Oberlercher 2016 in einem Onlinelexikon politischer Begriffe bei dem Stichwort „Reichsbürger“ als ein Beispiel eines „rechtsextremistischen Reichsbürgers“ auf.